# 연대연맹
연대연맹(영어: Solidarity Federation; SolFed)은 영국의 계급투쟁 아나키스트들의 연맹체다. 자본주의 및 국가를 철폐하기 위한 방법론으로 아나르코생디칼리슴 전략을 지지하며, 스스로를 “혁명노조(revolutionary union)”로 설명한다. 1950년 생다칼리스트 노동자연맹(Syndicalist Workers' Federation)으로 설립되었으며, 1979년 직접행동운동(Direct Action Movement; DAM)으로 개칭하고, 1994년 현재의 이름으로 개칭했다.
아나키스트 연맹 과 함께 영국의 양대 아나키스트 연맹체를 이룬다.